# D-タガトース 3-エピメラーゼ
D-タガトース 3-エピメラーゼ （D-tagatose 3-epimerase）は、ケトースの第3位炭素の可逆的エピ化反応を触媒する酵素である。香川大学農学部の土壌中から分離された微生物シュードモナス・チコリ (Pseudomonas cichorii) が生産する。L-ラムノースイソメラーゼとともに「希少糖酵素」と呼び、希少糖の生産に最重要の酵素である。
香川大学の何森健らによって、D-フルクトースをD-プシコースに変換する酵素として発見された。ケトースの第3位炭素のエピ化酵素としては世界で初めての例である。希少糖研究センターを持つ、香川大学が希少糖を研究している機関として知られる。何森らは酵素による希少糖の大量生産系を確立した。
2007年に、X線結晶構造解析により立体構造が明らかにされている。